# Dumpford
Dumpford – wieś w Anglii, w hrabstwie West Sussex, w dystrykcie Chichester. Leży 17 km na północ od miasta Chichester i 77 km na południowy zachód od Londynu.